# Heveningham Hall
Heveningham Hall est un bâtiment classé Grade I à Heveningham, Suffolk. La première maison du site est construite pour l'homme politique et régicide William Heveningham en 1658. La maison actuelle, datant de 1778 à 1780, est conçue par Sir Robert Taylor (architecte) pour Sir Gerald Vanneck, 2e baronnet avec des intérieurs de James Wyatt. La maison est restée dans la famille Vanneck jusqu'en 1981.
Après une période de déclin et d'incertitude quant à l'avenir de la maison au XXe siècle, elle est rachetée en 1994 par l'entrepreneur immobilier milliardaire Jon Hunt. Depuis, Hunt a dépensé des sommes considérables pour la maison et le terrain, notamment la mise en œuvre de plans par Capability Brown pour le parc qui n'avaient jamais été réalisés. 

## Histoire
La première maison sur le site est construite pour William Heveningham en 1658 et elle dure environ 60 ans, avant d'être reconstruite par John Bence en 1714. Le banquier d'origine néerlandaise Joshua Vanneck achète le domaine en 1752 et acquiert plus de terres. Le fils de Vanneck, Gerard Vanneck, hérite du domaine en 1777 et charge immédiatement Robert Taylor de reconstruire la maison avec des travaux supplémentaires pour compléter l'aile est de James Wyatt. Capability Brown produit des plans pour les jardins en 1782, mais est mort avant qu'ils ne puissent être mis en œuvre et seuls quelques éléments ont été construits à l'époque. Au XIXe siècle, certains des jardins sont remodelés, mais la maison reste en grande partie inchangée. Le domaine reste entre les mains de la famille Vanneck jusqu'à peu de temps après la mort de William Vanneck (5e baron Huntingfield), mais la maison tombe progressivement en ruine au cours de la première moitié du XXe siècle et est encore endommagée par un incendie dans la salle à manger en 1947.
En héritant de la propriété, Margite Wheeler offre le manoir à la nation en 1965. Il est acquis en 1969 par English Heritage, est réparé et vendu en 1977 (ou 1981), sans le contenu qui reste dans la collection English Heritage. Il est acheté par Abdul Amir Al-Ghazzi, un commerçant irakien,. Quelques années plus tard, le bâtiment subit un autre incendie majeur qui vide l'aile est et des questions sont posées à la Chambre des lords en 1987 sur l'état du bâtiment et quand il serait ouvert au public. Un débat de 1991 à la Chambre des lords note la détérioration de la maison, un orateur la décrivant comme étant dans "un état déplorable", des inquiétudes étant également soulevées quant à l'impossibilité de déterminer la propriété actuelle, du fait de l'utilisation de sociétés écran. Après la mort d'Al-Ghazzi en 1991, le domaine est laissé entre les mains du séquestre. La maison, ainsi que 467 acres (189 ha) de terrain sont rapidement mis en vente à 4,5 millions de livres sterling par le ministère de l'Environnement, malgré une campagne pour qu'il reste dans la propriété publique comme le permettaient les termes de la vente de 1981.
Après avoir été sur le marché pendant 3 ans, la maison et le terrain sont achetés en 1994 par le propriétaire actuel, le fondateur de Foxtons, Jon Hunt, et sa femme, pour en faire une maison familiale. En 2003, il est signalé que Hunt a dépensé 1 million de livres sterling pour la rénovation de la maison. Depuis les années 1990, les Hunts ont également utilisé les plans originaux de Capability Brown - mais jamais mis en œuvre -, en collaboration avec le célèbre architecte paysagiste anglais Kim Wilkie,,. Pour restaurer la vision de Brown, Wilkie et Hunt ont dû supprimer les éléments modernes incompatibles avec une conception du XVIIIe siècle. De nombreuses routes bétonnées, parkings, poteaux télégraphiques et dépendances agricoles sont démolies ou enterrées. Hunt achète des terrains supplémentaires autour du manoir, notamment le domaine de 4 500 de Sibton Park, et développe toute la zone en tant que Wilderness Reserve, qui combine un hébergement de vacances haut de gamme dans un certain nombre de bâtiments avec le réaménagement d'une grande partie du terrain.

## Le domaine

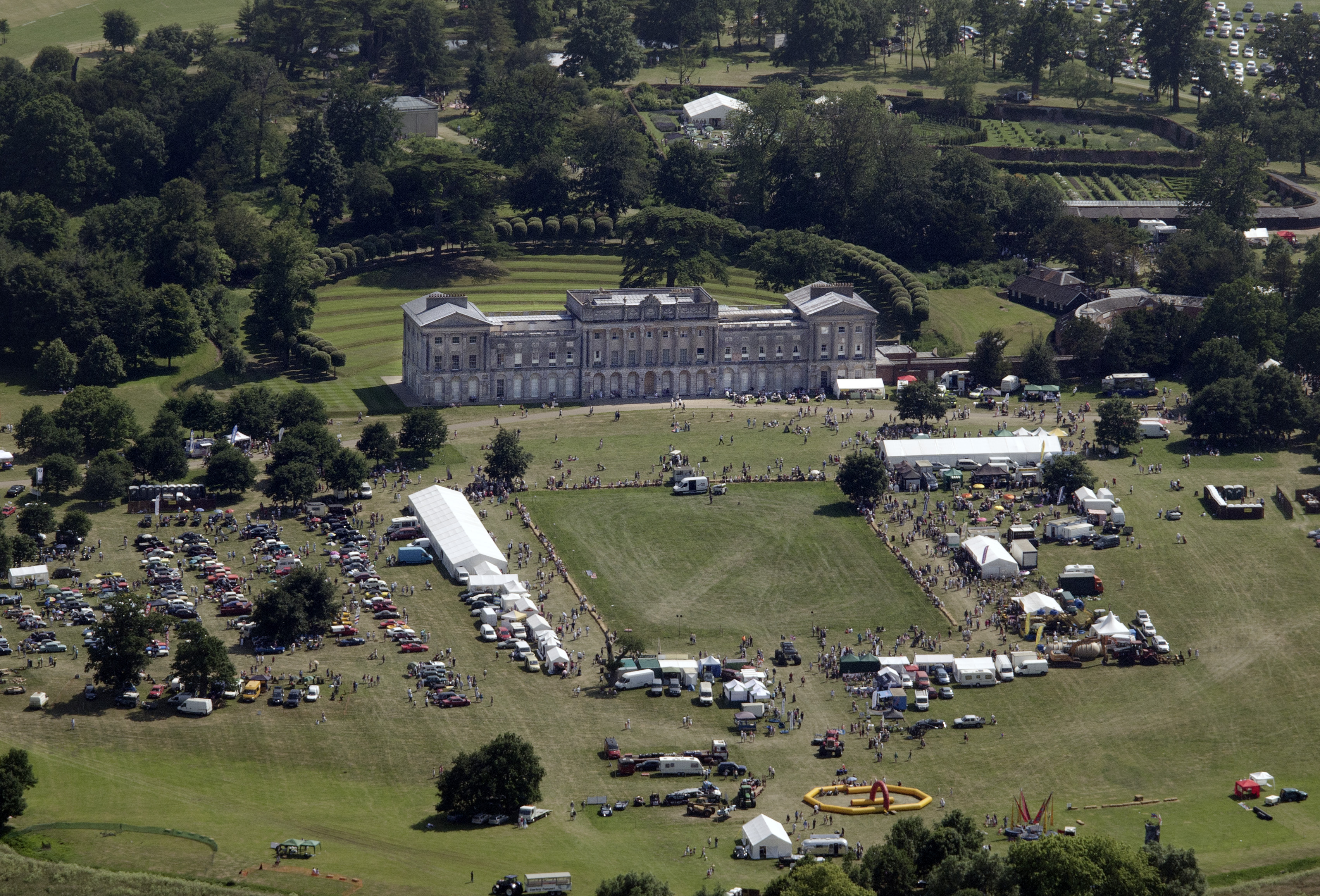
Une vue aérienne de la foire country 2013

Le domaine comprend une orangerie, qui est classée Grade I à part entière ainsi qu'un temple classé Grade II *.
Les portes d'entrée principales du domaine comportent deux pavillons aux toits pyramidaux qui sont également classés Grade II * et sont reliés à la maison principale par un passage souterrain.
Le domaine accueille un événement annuel de sport automobile et de voitures classiques, le Heveningham Hall Concours d'élégance. La maison est également le lieu de la Heveningham Hall Country Fair annuelle, qui collecte des fonds pour des causes caritatives locales par le biais du Heveningham Hall Country Fair Trust.